# Řád augustiniánů
Řád augustiniánů (stručně augustiniáni, (latinsky Ordo sancti Augustini) je řeholní společenství, které vzniklo spojením několika poustevnických skupin, řídících se řeholí sv. Augustina. Takto vznikl řád tzv. obutých augustiniánů, zvaných též Augustiniáni poustevníci. Z tohoto řádu se později oddělili tzv. bosí augustiniáni. Existuje též samostatný řád augustiniánů kanovníků, který původně vznikl z kapitul kanovníků při významných kostelích, kteří přijali Augustinovu řeholi.
V Česku v současnosti působí obutí augustiniáni (konventy v Praze a na Starém Brně) a augustiniáni kanovníci (ve farnosti Brno-Tuřany).

## Kanovníci svatého Augustina (CSA)
Jako biskup se sv. Augustin z Hippa snažil přesvědčit kněze, kteří žili při velkých, zejména biskupských kostelech, aby žili společně podle určitého řádu a ze společných příjmů. Tak vznikla instituce kanovníků, lat. clerici regulares nebo canonici, kterou Lateránská synoda roku 1059 zavedla pro celou západní církev. Tzv. řehole sv. Augustina vznikla z několika jeho kázání o kněžském životě; klade důraz na společný život v klášteře, modlitbu, studium a rozjímavý život, a řídí se jí nejen augustiniáni, ale také premonstráti, dominikáni, křižovníci a další. Řeholníci skládají věčné sliby a mají se věnovat liturgii, studiu, meditaci a duchovní správě.
Hnutí augustiniánských kanovníků se z Itálie rychle rozšířilo do Německa, Švýcarska, Flander a Francie. Po neúspěšných pokusech – například biskupa Jindřicha Zdíka († 1150) zavést augustiniánskou řeholi do Olomouce – byla první kanonie v Čechách založena 1333 biskupem Janem z Dražic v Roudnici; stala se ohniskem tzv. roudnické reformy. V Roudnici patrně také vznikl první český překlad celé Bible (kolem 1360). Odtud patrně vznikly další kanonie – v Praze na Karlově (Karel IV., 1350), Jaroměř, Rokycany, Sadská, Třeboň (Rožmberkové 1367), Lanškroun, Šternberk, Fulnek, Prostějov a kanonie v Kladsku, v Kazimierzi u Krakova a další.
Augustiniánští kanovníci byli nositeli zvnitřněné spirituality a koncem 14. století vzniklo mezi nimi – za podstatné účastí českých augustiniánů – reformní hnutí devotio moderna (Jan van Ruysbroek († 1381), Geert Groote († 1384), Tomáš Kempenský († 1471), které významně ovlivnilo celou novověkou zbožnost, zejména reformátora Martina Luthera († 1546). K významným augustiniánským kanovníkům patřili také kazatel Konrád Waldhauser († 1369) kronikář Ludolf Zaháňský († 1422) nebo humanista Erasmus Rotterdamský († 1536).

## Obutí augustiniáni (OSA)

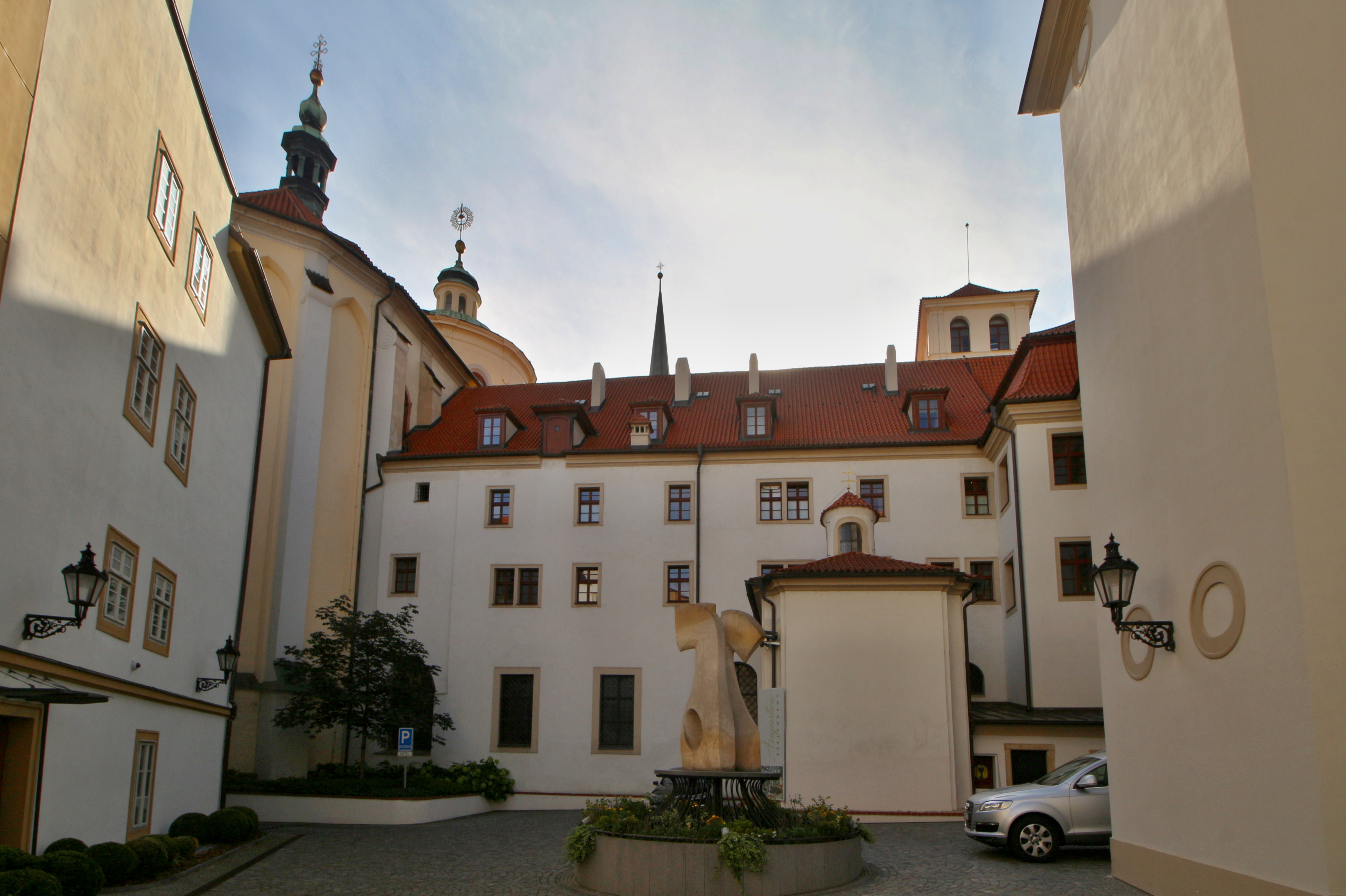
Augustiniánský klášter při kostele sv. Tomáše v Praze na Malé Straně

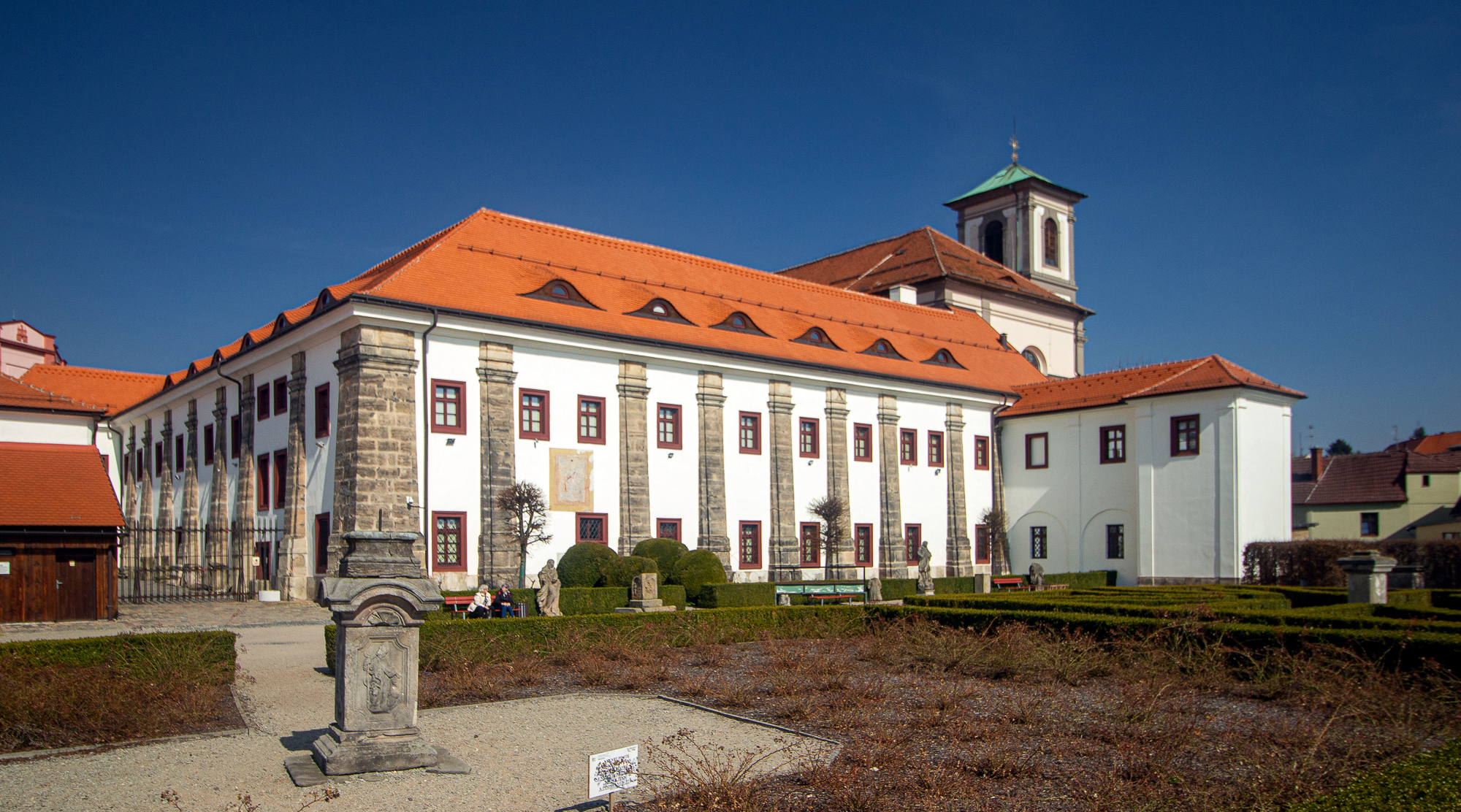
Augustiniánský klášter v České Lípě

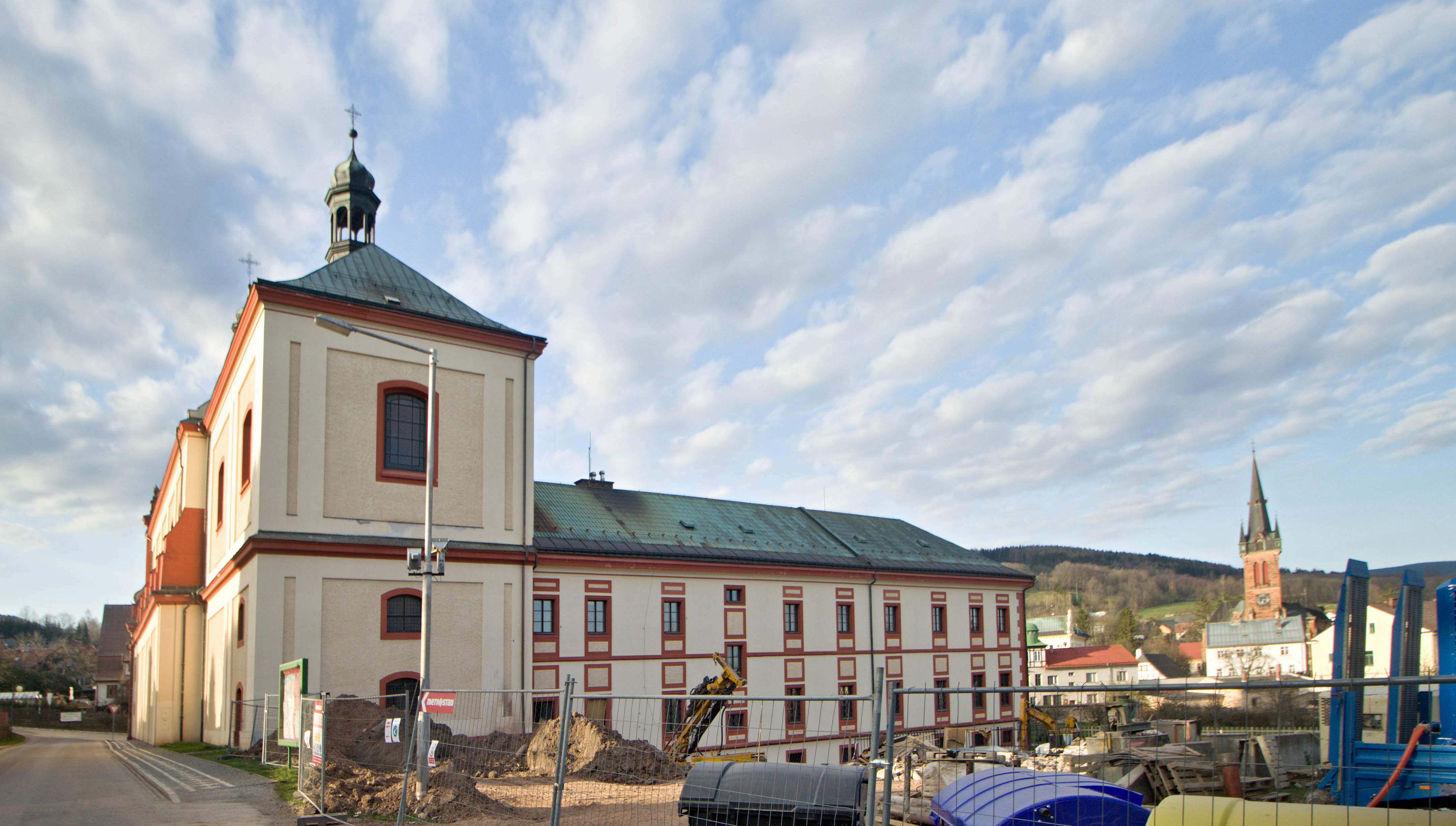
Klášter ve Vrchlabí

Obutí augustiniáni (Ordo sancti Augustini, OSA, do roku 1963 Ordo eremitarum sancti Augustini, OESA) jsou žebravý a meditativní řád, který vznikl roku 1244 papežským rozhodnutím spojit několik italských a německých společenství, odvozujících svůj původ od původních komunit zakládaných sv. Augustinem. První klášter byl založen roku 1258 v lese u porýnského města Weselu.
První kláštery v českých zemích vznikly za vlády a z vůle Přemysla Otakara II., v Pivoni u Domažlic (kolem 1262), v Zaječově (1262), v Mělníku–Pšovce (1262), v Třebařově (1267), další za krále Václava II. v Praze u sv. Tomáše (1285) a v Domažlicích (1287). Za krále Karla IV. následovaly klášter v Bělé pod Bezdězem (1345), klášter sv. Tomáše v Brně (1350, roku 1783 přestěhován na Staré Brno), Litomyšl (před 1356), klášter sester augustiniánek v Praze na Novém Městě (kolem roku 1355) s kostelem sv. Kateřiny mezi dnešními ulicemi Ke Karlovu a Kateřinskou a roku 1373 Dolní Ročov. V pobělohorské době vznikl klášter v České Lípě (založil jej roku 1627 Albrecht z Valdštejna), na Bezdězu (1627) a ve Vrchlabí (1705).
Mezi významné obuté augustiniány patřili Aegidius Romanus, Martín Alonso de Córdoba, svatý Tomáš z Villanovy, reformátor Martin Luther, fray Luis de León, brněnský genetik Gregor Mendel († 1884), blahoslavený Anselm Polanco a jako augustinián začínal filosof Franz Brentano († 1917). Mnoho augustiniánských klášterů zaniklo v době husitských válek. Několik klášterů bylo zrušeno za Josefa II., v roce 1950 byly všechny kláštery zrušeny a řeholníci internováni. Po roce 1989 byly obnoveny konventy v Praze při kostele sv. Tomáše na Malé Straně a na Starém Brně. Jeden augustinián (P. Augustin Emil Dorničák) nějaký čas působil samostatně v někdejším klášteře v Domažlicích (v letech 1990–1998).
V Brně se usadili augustiniáni již v roce 1344. Markrabě Jan Jindřich založil roku 1350 nový augustiniánský klášter (původně umístěný vně středověkých městských hradeb) s kostelem Zvěstování Panny Marie a svatého Tomáše, což potvrdil po dostavění kněžiště roku 1356 i papež Inocenc VI. Chrám byl zamýšlen jako pohřebiště moravských markrabat. Význam kláštera na Moravě i v rámci řádu dosvědčuje to, že v 18. století získal zvláštní papežské právo používat pro svého představeného hodnost infulovaného opata, kteréžto označení jinak augustiniáni jako žebravý řád nepoužívají.
Význam augustiniánského kláštera jej ochránil před zrušením za reforem císaře Josefa II., nicméně i tak se jej významně dotkly. Josef totiž nařídil (1783), aby augustiniáni opustili klášter u sv. Tomáše, který byl využit jako sídlo moravských politických úřadů (místodržitelství). Augustiniáni náhradou dostali budovy zrušeného kláštera cisterciaček Aula Sanctae Mariae na Starém Brně, který založila královna-vdova Eliška Rejčka roku 1323. Tento Starobrněnský klášter (Mendlovo náměstí čp. 157 č. or. 1a) dosud augustiniánům patří (v letech 1868 až 1884 byl jeho opatem Gregor Mendel). Papež Jan Pavel II. udělil kostelu Nanebevzetí Panny Marie titul bazilika minor apoštolským breve z 6. října 1987.
Znak obutých augustiniánů: ve zlatém štítě červené planoucí srdce, spočívající na černé knize s červenou ořízkou a obtočené černým řemenem (opaskem), které je kosmo probodeno stříbrnou berlou a šikmo hnědým šípem.

## Bosí augustiniáni (OAD)
Ze španělské reformy vznikla roku 1602 přísnější větev „bosých“ augustiniánů (OESA Disc, OAD), jež se rozšířila hlavně v Itálii a ve Francii. V Čechách vznikl jejich první klášter na Zderaze u kostela svatého Václava v Praze na Novém Městě (1623), dále Tábor (1640), Lnáře (1672), Havlíčkův, tehdy Německý, Brod (1674) a Vratěnín na Moravě (1687). Významnou osobností bosých augustiniánů byl Abraham a Sancta Clara. Až do 20. století v Čechách přežil konvent ve Lnářích, který byl násilně zrušen v roce 1950 v rámci Akce K, a nebyl již obnoven.